# 역전사효소 억제제
역전사 효소 억제제(Reverse-transcriptase inhibitor, RTIs)는 HIV 감염 또는 AIDS를 치료하는 데 사용되는 항레트로바이러스 약물의 한 종류이며 B 형 간염 치료제로도 사용된다. RTIs는 HIV 및 기타 레트로 바이러스의 복제에 필요한 역전사 효소의 활성을 억제한다.

## 작용기전
HIV가 세포를 감염시킬 때 역전사 효소는 바이러스 단일 가닥 RNA 게놈을 이중 가닥 바이러스 DNA로 합성한다. 그런 다음 바이러스 DNA는 숙주 염색체 DNA에 통합되어 전사 및 번역과 같은 숙주 세포 과정을 통해 바이러스를 복제 할 수 있다. RTIs는 역전사 효소의 효소 기능을 차단하고 이중 가닥 바이러스 DNA의 합성 완료를 방지하여 HIV가 증식하는 것을 방지한다.
유사한 프로세스가 다른 유형의 바이러스에서도 발생한다. 예를 들어 B형 간염 바이러스(HBV)는 DNA 형태의 유전 물질을 운반하고 복제를 위해 RNA 의존성 DNA 중합 효소를 사용한다. RTIs로 사용되는 동일한 화합물 중 일부는 HBV 복제를 차단할 수도 있다. 이러한 방식으로 사용되는 경우 중합 효소 억제제라고한다.

## 종류
RTIs는 3가지 종류가 있다:

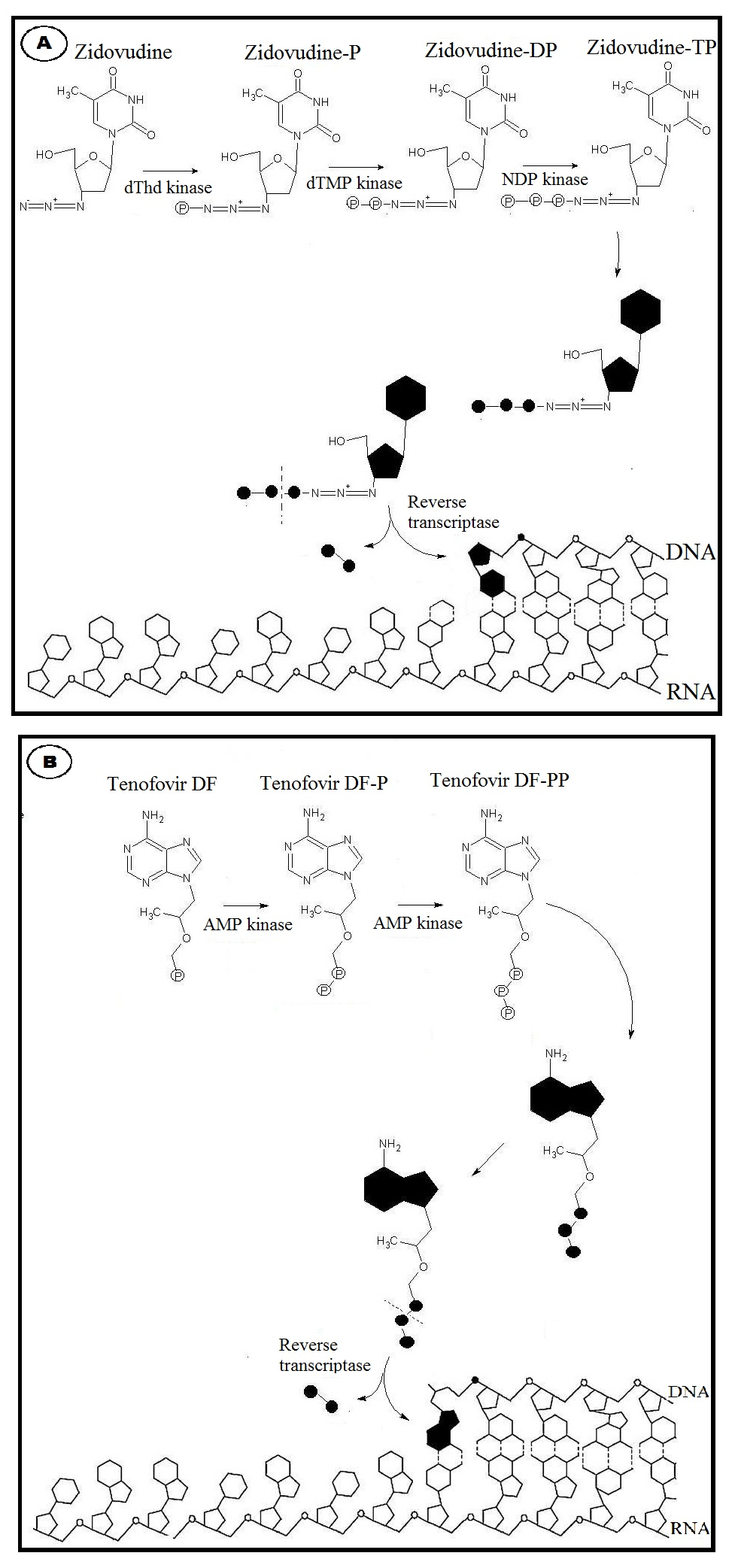
그림 1 A: 뉴클레오사이드 유사체 - 역전사효소 억제제의 메커니즘. 예를 들어, 지도부딘. B: 뉴클레오타이드 유사체 - 역전사효소의 메커니즘. 예를 들어, 테노포비르

- 뉴클레오사이드 유사 역전사효소 억제제 (NARTIs or NRTIs)
- 뉴클레오타이드 유사 역전사효소 억제제 (NtARTIs or NtRTIs)
- 비핵산 역전사효소 억제제 (NNRTIs)
- 뉴클레오사이드 역전사효소 전좌 억제제 (NRTTIs)

NRTI(뉴클레오사이드 유사 역전사효소 억제제)와 NtRTI(뉴클레오타이드 유사 역전사효소 억제제)의 항 바이러스 효과는 본질적으로 동일하다. 이들은 바이러스 DNA를 합성하는 데 필요한 디옥시뉴클레오티드의 유사체이며 성장하는 바이러스 DNA 사슬에 통합되기 위해 자연 디옥시뉴클레오티드와 경쟁한다. 그러나 자연 디옥시뉴클레오타이드 기질과 달리 NRTI 및 NtRTI는 디옥시 리보스에 3'- OH가 없다. 결과적으로 NRTI 또는 NtRTI가 중합중인 핵산에 결합하면, 다음으로 들어오는 디옥시뉴클레오티드는 DNA 사슬을 연장한는데 필요한 다음 5'-3 인산 이에스테르 결합을 형성 할 수 없다. 따라서 NRTI 또는 NtRTI가 결합하면 바이러스 DNA 합성이 중단된다.(사슬 종결) 모든 NRTI 및 NtRTI는 경쟁 기질 억제제로 분류된다. 문제는 NRTI / NtRTI는 바이러스뿐만 아니라 숙주 DNA 합성을 위한 기질로서 경쟁하며, 둘 다(바이러스, 숙주)에 대한 사슬 종결자 역할을 한다. 바이러스에게는 NRTI / NtRTI가 항 바이러스 효과를 나타내고, 숙주에게는 약물 독성 / 부작용을 나타낸다.
대조적으로, NNRTI는 완전히 다른 행동양상을 나타낸다. NNRTI는 효소에 직접 결합하여 역전사 효소를 차단한다. NNRTI(비핵산 역전사효소 억제제)는 DNA 합성 과정을 수행하는 데 필요한 역전사 효소의 단백질 도메인의 이동을 억제한다. 따라서 NNRTI는 역전사 효소의 비경쟁 억제제로 분류된다.

### 뉴클레오사이드유사 역전사효소 억제제 (NARTIs or NRTIs)
뉴클레오사이드 유사 역전사 효소 억제제 (NARTI 또는 NRTI)는 첫 번째로 개발된 항 레트로 바이러스 약물 종류이다. 바이러스 DNA에 통합되기 위해서는 NRTI 3인산을 형성하기 위해 3개의 인산 그룹을 디옥시리보스에 첨가하여 NRTI가 세포에서 활성화되어야 한다. 이 인산화 단계는 세포 인산화효소에 의해 수행된다. NRTI는 증상이 있는 젖산 산증을 포함하여 많은 부작용을 일으키는 미토콘드리아 장애를 유발할 수 있다.
| 이름                              | 상품명              | 비고                                                                                  | 구조            |
| --------------------------------- | ------------------- | ------------------------------------------------------------------------------------- | --------------- |
| 지도부딘(ZDV), 아지도티미딘 (AZT) | Retrovir            | HIV치료제로 FDA에 의해 처음으로 승인된 항레트로바이러스 치료제                        |                 |
| 디다노신 (ddI)                    | Videx, Videx EC     | 2번째로 FDA에 의해 승인된 항레트로바이러스 치료제                                     | 아데노신 유사체 |
| 잘시타빈, dideoxycytidine (ddC)   | Hivid               | 생산중단                                                                              |                 |
| 스타부딘, d4T                     | Zerit, Zerit XR     |                                                                                       |                 |
| 라미부딘, 3TC                     | Zeffix, Epivir      | HIV, B형간염 공통 치료제로 승인되었다.                                                |                 |
| 아바카비르 (ABC)                  | Ziagen              |                                                                                       | 구아노신 유사체 |
| 엠트리시타빈, FTC                 | Emtriva (Coviracil) | 라미부딘과 유사구조, HIV치료제로 승인받았으며, B형간염에 대한 입상실험을 진행 중이다. |                 |
| Entecavir (ETV)                   | Baraclude           | B형간염 치료제. HIV치료제로 승인받지 못했다.                                          | 구아노신 유사체 |
| 트루바다                          |                     | HIV예방과 치료를 위해 사용된다.                                                       |                 |

### 뉴클레오타이드유사 역전사효소 억제제 (NtARTIs 또는 NtRTIs)
숙주 세포는 뉴클레오사이드 유사체를 뉴클레오타이드 유사체로 인산화한다. 후자는 바이러스 및 숙주 DNA 모두에 대한 사슬 종결자 역할을 하여 각각 항 바이러스 효과와 약물 독성 / 부작용을 유발한다. 뉴클레오타이드 유사 역전사효소 억제제 (NtARTI 또는 NtRTI)를 복용하면 초기 인산화 단계를 직접적으로 제거할 수 있지만 숙주 효소는 항 바이러스 활성을 위해 뉴클레오타이드 이인산 유사체를 인산화해야 한다. 이 분자들은 체코 과학 아카데미의 Antonin Holy에 의해 처음 합성되었고 길리어드에 의해 상업화되었다.
| 이름                                            | 상품명           | 비고                                                                                                 |
| ----------------------------------------------- | ---------------- | --- |
| 테노포비르 (tenofovir disoproxil fumarate, TDF) | Viread           | prodrug형태로 생산. (원하는 활성부위에 도달할 수 있도록)                                             |
| Adefovir (ADV 또는 bis-POM PMPA)                | Preveon, Hepsera | 독성문제에 의해 HIV치료제로 FDA에 의해 허가되지 않았다. 소량을 B형간염치료제로 쓰는 것은 허가되었다. |

- 티민 유사체: 지도부딘 (AZT) and 스타부딘 (d4T)
- 시티딘 유사체:  잘시타빈 (ddC), 라미부딘 (3TC),  엠트리시타빈 (FTC)
- 구아노신 유사체: 아바카비르 (ABC), entecavir (ETV)
- 아데노신 유사체: 디다노신 (ddI), 테노포비르 (TDF), adefovir (ADV)

### 비뉴클레오사이드 역전사효소 억제제 (NNRTIs)
NNRTIs는 세번째로 개발된 항레트로바이러스제의 종류이다. 모든 경우에 있어서 특허는 2007년 이후까지 유효하다. 이 종류의 약물은 벨기에의 리가 연구소에서 처음 설명되었다.
| 이름                        | 상품명           | 비고 |
| --------------------------- | ---------------- | --- |
| 에파비렌즈                  | Sustiva, Stocrin | |
| 네비라핀                    | Viramune         | |
| 델라비르딘                  | Rescriptor       | |
| 에트라비린                  | Intelence        | FDA에 의해 2008년에 승인되었다.                                                                                    |
| 릴피비린                    | Edurant          | FDA에 의해 2011년에 승인되었다.                                                                                    |
| 도라비린 (MK-1439),Pifeltro |                  | HIV/AIDS치료제. FDA에 의해 2018년에 승인되었다. 도라비린/라미부딘/테노포비르 (Delstrigo) 복합제로 사용되기도 한다. |

### 뉴클레오사이드 역전사효소 전좌 억제제 (NRTTIs)
이것은 MK-8591 또는 Islatravir라는 새로운 종류의 항바이러스제이다. Islatravir는 머크에 의해 개발되었다. 그것은 HIV-1에 대항하여 ART로 시험되고 있는 구강, 장기 작용 항바이러스제이다.

### Portmanteau inhibitors
연구자들은 역전사효소(RT)와 통합효소(IN)를 동시에 억제하는 분자를 설계했다. 이 약들은 "포르만토우 억제제"의 한 종류이다.

## 역전사효소 억제제에  대한 내성 메커니즘
NRTI와 NNRTI는 모두 DNA 합성 및 HIV 복제를 종료하는 데 효과적이지만 HIV는 약물에 대한 바이러스 내성을 부여하는 메커니즘이 만들어질 수 있다. HIV-1 RT(역전사효소)에는 교정 능력이 없다. 이것은 약물의 선택적 압력에 의해 역전사 효소에서 돌연변이를 일으켜 바이러스가 NRTI 및 NNRTI에 저항성을 갖도록 한다.
역전사 효소 중합 효소 도메인의 아스파르트산(Asp) 잔기 110, 185 및 186은 뉴클레오티드의 결합 및 통합에 중요하다. 잔기 K65, R72 및 Q151의 측쇄는 다음 유입 뉴클레오타이드와 상호 작용한다. 뉴클레오티드와 염기 쌍을 이루기 위해 주형 가닥과 상호 작용하는 L74도 중요하다. 이러한 주요 아미노산의 돌연변이는 핵산유사체(약물)의 유전체에 통합되는 것을 감소시킨다.

### NRTI(뉴클레오사이드유사 역전사효소 억제제) 저항성
NRTI 저항에는 두 가지 주요 메커니즘이 있다.
1) 정상적인 뉴클레오티드에 비해 뉴클레오티드 유사체의 DNA 내로의 통합 감소
효소의 친화성 또는 약물에 결합하는 능력을 감소시키는 역전사 효소의 N- 말단 중합 효소 도메인의 돌연변이로 인해 발생한다.
이 메커니즘의 가장 좋은 예는 라미부딘 (3TC) 및 엠트리시타빈 (FTC)에 대한 내성을 부여하는 M184V 돌연변이이다. 또 다른 잘 특성화 된 돌연변이 세트는 NRTI를 통합 할 때 역전사 효소의 효율성을 감소시키지만 천연 뉴클레오타이드 통합에 영향을 미치지 않는 다중 약물 내성 HIV에서 발견되는 Q151M 복합체이다. 이 복합체는 A62V, V75I, F77L 및 F116Y와 함께 Q151M 돌연변이를 포함한다. Q151M만 포함된 바이러스는 지도부딘 (AZT), 디다노신 (ddI), 잘시타빈 (ddC), 스타부딘 (d4T)에 대해 중간 내성이 있으며 아바카비르 (ABC)에 약간 내성이 있다. 다른 4 개의 돌연변이와 결합 된 Q151M을 가진 바이러스는 위의 약물에 대해 높은 내성을 갖게되며, 추가로 라미부딘 (3TC) 및 엠트리시타빈 (FTC)에 대한 내성이 있다.

2) 통합 된 약물의 절단 또는 가수 분해 제거 또는 열 인산화
뉴클레오타이드 혼입 중에 방출된 피로 인산 / PPI가 혼입된 약물 (모노 포스페이트)과 반응하여 삼인산 약물을 방출하는 중합 효소 반응의 역반응이다. 이 과정은 DNA 사슬을 '차단 해제'하여 확장하고 복제를 계속할 수 있도록 한다.
절단 향상 돌연변이, 전형적으로 M41L, D67N, K70R, L210W, T215Y / F 및 K219E / Q는 티미 딘 유사체 AZT 및 D4T에 의해 선택되며; 따라서 티미 딘 아날로그 돌연변이 (TAM)라고 한다. 상기 돌연변이의 배경에서 삽입 및 결실을 포함하는 다른 돌연변이도 강화된 절제를 통해 저항성을 부여한다.

### NNRTI(비핵산 역전사효소 억제제) 저항성
NNRTI는 중합 효소의 활성 부위에 결합하지 않지만 p66 하위 도메인의 활성 부위 근처에 덜 보존된 포켓에 결합한다. 이들의 결합은 DNA에 결합하는 잔기의 위치를 왜곡하여 역전사 효소의 형태 변화를 초래한다. NNRTI에 대한 반응으로 돌연변이는 약물이 주머니에 결합하는 것을 감소시킨다. 에파비렌츠 (EFV) 및 네비라핀 (NVP)을 포함하는 요법으로 치료하면 일반적으로 돌연변이 L100I, Y181C / I, K103N, V106A / M, V108I, Y188C / H / L 및 G190A / S가 발생한다.
NNRTI 저항에는 세 가지 주요 메커니즘이 있다.
1)  NRTI에서 돌연변이는 억제제와 NNRTI 결합 포켓 사이의 특정 접촉을 방해한다. 이것의 예는 주머니 입구에 앉아 약물의 유입 / 결합을 차단하는 K103N 및 K101E이다.
2) 주머니 내부의 중요한 상호 작용을 방해한다. 예를 들어, Y181C 및 Y188L은 NNRTI 결합과 관련된 중요한 방향족 고리의 손실을 초래한다.
3) NNRTI 결합 포켓의 전체적인 형태 또는 크기의 변화를 초래한다. 예를 들어 G190E는 주머니에 입체 벌크를 생성하여 NNRTI가 단단히 묶일 공간을 거의 또는 전혀 남기지 않는다.

## 추가자료
- 단백질분해효소 억제제
- 뉴클레오사이드와 뉴클레오타이드 역전사효소 억제제의 발견과 발전
- 비뉴클레오사이드 역전사효소 억제제의 발견과 발전

## 같이 보기
- 비뉴클레오사이드 역전사효소 억제제의 발견과 발전
- 뉴클레오사이드와 뉴클레오타이드 역전사효소 억제제의 발견과 발전